# Gouvernement Antall
 (janvier 2023).
Le gouvernement de József Antall est le premier gouvernement démocratique qu'ait connu la Hongrie depuis 1949. Il est élu à la suite des premières élections démocratiques depuis celles de 1945. Le gouvernement était une coalition de centre droit composée à majorité par des membres du MDF et complété par des membres du FKGP et du KDNP. Son mandat s'étend jusqu'au 29 mai 1994. Antall est mort au pouvoir le 12 décembre 1993. Il est remplacé par Péter Boross.  

## Composition initiale (23 mai 1990)
| Portefeuille                                            | Titulaire | Titulaire                    | Parti |
| ------------------------------------------------------- | --------- | ---------------------------- | ----- |
| Premier ministre                                        |           | József Antall                | MDF   |
| Ministre de l'Intérieur                                 |           | Géza Jeszenszky              | MDF   |
| Ministre des Affaires étrangères                        |           | Balazs Horvath               | MDF   |
| Ministre des Finances                                   |           | Mihaly Kupa[réf. nécessaire] | MDF   |
| Ministre de l'Industrie et du commerce                  |           | Peter Akos Bod               | MDF   |
| Ministre de l'Agriculture et du Développement rural     |           | Ferenc Josef Nagy            | FKgP  |
| Ministre de la Justice                                  |           | Istvan Balsai                | MDF   |
| Ministre de la Santé                                    |           | Lazslo Surjàn                | KDNP  |
| Ministre de la Culture et de l'Education publique       |           | Bertalan Andrasfalvy         | MDF   |
| Ministre du Travail                                     |           | Sandor Győriványi            | MDF   |
| Ministre de la Défense                                  |           | Lajos Fur                    | MDF   |
| Ministre de l'Environnement                             |           | Sandor K. Kerezstes          | FKgP  |
| Ministre des Transports, des Communications et des Eaux |           | Csaba Siklos                 | MDF   |